# 火箭女孩
《火箭女孩》是由野尻抱介所撰寫的輕小說。電視動畫版本於2007年2月21日至5月17日在日本WOWOW放映。

## 主要人物
森田由加利（聲：仙台惠理）
153cm、38kg、B80、W54、H82：BMI16.23。
本作品的女主角。16歲。
就讀於名門根須女學院，暑假時為尋找17年前從日本來到索羅門群島度蜜月、某天突然離開後下落不明的父親，獨自一人搭飛機來到索羅門群島的一座島嶼、在很意外的情形下成為太空人。
雖然本人稱自己在各方面很「普通」，但也有華麗的地方且個性大膽外向。當初想要以打工的名義擔任一回飛行的太空人後回去學校復學的，但是在後來飛行的事情被揭發且遭校方勒令退學（該校規明定禁止打工）的關係，就一直繼續在當太空人。
茉莉（聲：生天目仁美）
153cm、38.5kg、B85、W53、H84：BMI16.45。
16歲，居住在亞克西亞島上塔利霍族少女，為身為酋長的父親與魔法師（薩滿）女兒的見習魔法師。
實際上為由加利同父異母的妹妹，與由加利一起成為太空人。
個性樂觀且帶些天然呆的性質，繼承野外生存的知識與遺傳下來的野獸般的直覺，體力為主角三人當中最好的，在無重力訓練與加強重量的檢驗中最大耐受極限是13G。
劇情中有描寫到會用本人自稱跟「魔法」相似的催眠術招式，然後有騙過整備人員的耳目把太空船的食糧給帶出去。
三浦茜（聲：長谷川靜香）
153cm、36kg、B74、W52、H75：BMI15.38。
名門根須女學院生物研究社所屬、品行方正的優等生。
個性內向多慮，在由加利是否能成為太空人之時的勸誘之下立下當太空人的目標。在適應檢查與無重力訓練中有著只要超過4G以上就會昏倒的問題，曾經被判斷過有暫時性的無法適應狀況。
那須田勳（聲：菅生隆之）
索羅門太空基地的所長，50歲。
不僅協助設立SSA同時也開始計劃著未來輕鬆美好的太空旅行，在由加利成為太空人且完成一半的任務時利用他們少女的身分來進行規模最大的相關宣傳。
旭川さつき（聲：柳沢真由美）
三原素子（聲：豐嶋真千子）
索羅門太空基地的化學主任，34歲。
擔任從太空船的燃料到包含由加利在內主角三人所穿著的「貼身太空裝」的開發指導，與製藥公司的主管那須田有著不可告人的祕密與緋聞。由於太過堅持著燃燒效率的關係，因此成為每次的引擎試驗中使用不斷改良的燃料導致爆炸事故頻繁的原因。
木下和也（聲：黑田崇矢）
安川晴行（聲：田中一成）
索羅門太空基地所屬的其中一位太空人，曾有擔任過空中自衛隊候補飛行員的經驗，因為受不了三原素子每天都要進行無重力檢驗如同血汗勞動的行程下逃回老家時意外遇上尋找父親的由加利。
黑須俊之（聲：立木文彦）
向井博幸（聲：土門仁）
森田博子（聲：夏樹リオ）
森田寬（聲：長島雄一）
張天津（聲：立木文彦）
中華料理店，天津飯店的店長。
JAXA宇宙飛行員（聲：山崎直子）
ウェイン・バークハイマー（聲：室園丈裕）
ルイス・クリーガー（聲：臼井孝康）
ゴードン・クレニック（聲：新垣樽助）
ノーマン・ランドルフ（聲：加瀨康之）
オレアリー（聲：卷島直樹）
ソランジュ・アルヌール

## 小說
- 旧版（絶版）
  1. ロケットガール（1995年3月）ISBN 4-8291-2618-3 - 月刊ドラゴンマガジン 1994年4月号至11月号連載
  2. 天使は結果オーライ（1996年12月）ISBN 4-8291-2723-6
  3. 私と月につきあって（1999年8月）ISBN 4-8291-2896-8
- 新装版
  1. ロケットガール1 女子高生、リフトオフ!（2006年10月）ISBN 4-8291-1851-2
  2. ロケットガール2 天使は結果オーライ（2006年11月）ISBN 4-8291-1875-X
  3. ロケットガール3 私と月につきあって（2007年1月）ISBN 978-4-8291-1882-5
  4. ロケットガール4 魔法使いとランデヴー（2007年8月）ISBN 978-4-8291-1919-8
- 読切
  - 天使は結果オーライ クリスマス・ミッション - 月刊ドラゴンマガジン 1997年2月号
  - ムーンフェイスをぶっとばせ - 月刊ドラゴンマガジン 1999年9月号
  - 宇宙対決! 女子高生VS聖戦士 - 月刊ドラゴンマガジン 2002年4月号増刊 ファンタジアバトルロイアル
- ハヤカワ文庫 JA 版
  1. ロケットガール1 女子高生、リフトオフ!（2013年11月8日）ISBN 978-4-15-031136-0 - 1995年3月、2006年10月に刊行されたものの再文庫化
  2. ロケットガール2 天使は結果オーライ（2014年2月15日）ISBN 978-4-15-031147-6
  3. ロケットガール3 私と月につきあって（2014年4月10日）ISBN 978-4-15-031155-1
  4. ロケットガール4 魔法使いとランデヴー（2014年5月9日）ISBN 978-4-15-031157-5

## 動畫
日本WOWOW於週三的24:00～24:30（週四00:00～00:30）放映，4月後改為週四的24:00～24:30（週五00:00～00:30）放映。
- 原作：野尻抱介
- 系列構成：中瀬理香
- 人物原案：むっちりむうにい
- 人物設計：大下久馬
- 機械設計：竹内敦志、垪和等
- 美術監督：脇威志
- CG監督：垪和等
- 色彩設計：關根榮子
- 攝影監督：關谷能弘
- 編集：小島俊彥
- 音響監督：鶴岡陽太
- 音樂製作人：渋谷知子
- 音樂：光宗信吉
- 助監督：水野健太郎
- 監督：青山弘
- 協力：宇宙航空研究開發機構(JAXA)
- 動畫製作：ムークDLE
- 企畫・製作：ハピネット

## 外部連結
- .   [2007-03-30]. （原始内容存档于2007-09-12）.，動畫官方網站。（日語）
- ，存于，WOWOW 的頁面。（日語）